# Líšnice

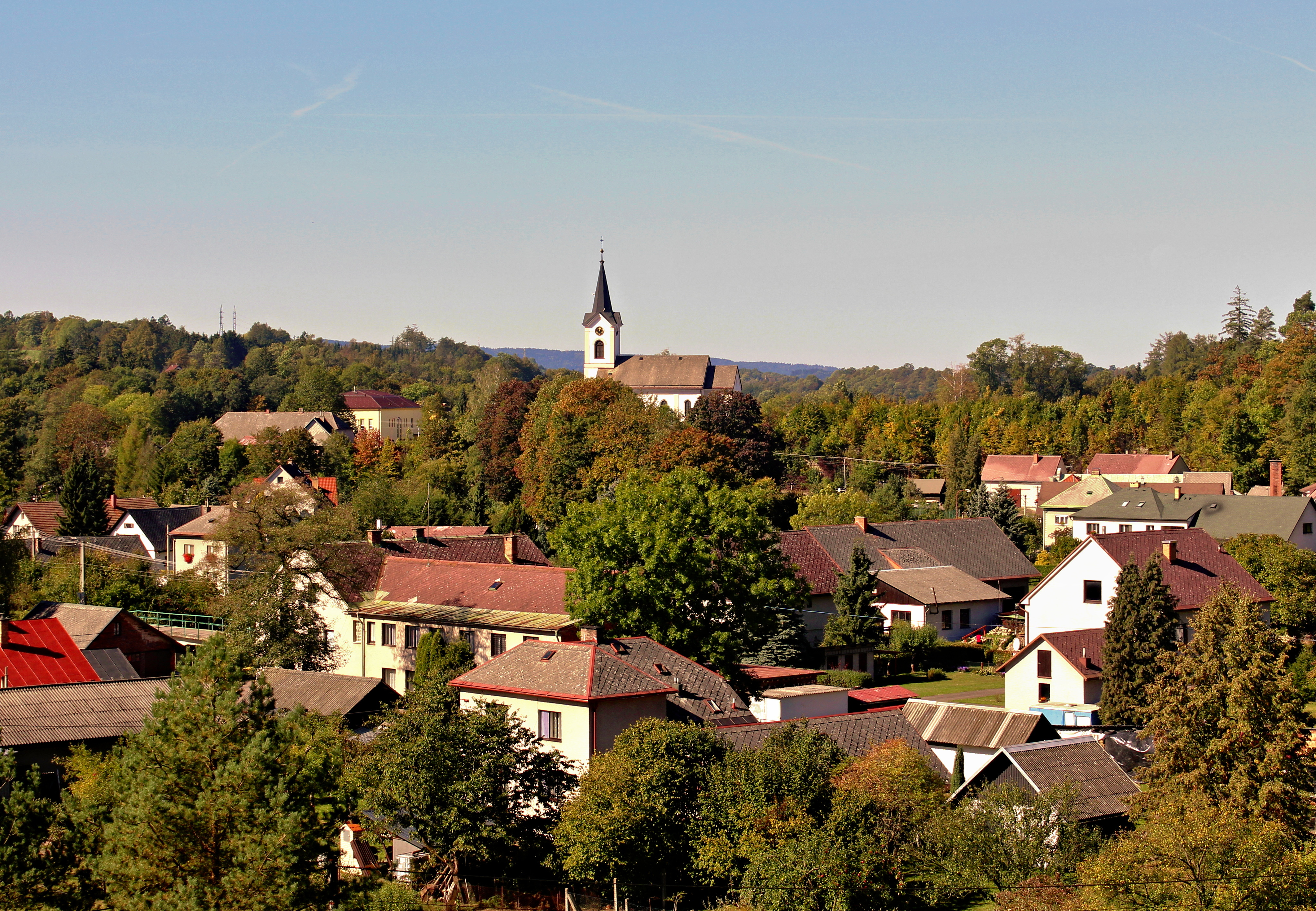
Líšnice

Líšnice (deutsch: Lischnitz) ist ein Gemeinde mit 784 Einwohnern an der Wilden Adler im Okres Ústí nad Orlicí in der Region Pardubice in Tschechien. Es liegt im Adlergebirge, etwa drei Kilometer östlich von Žamberk.

## Geschichte
Die erste schriftliche Erwähnung des Dorfes, das zum altböhmischen Königgrätzer Kreis gehörte, erfolgte am 1. Februar 1514 im Zusammenhang mit der Verpfändung eines Teils des Gutes Žampach durch Jan von Žampach und Potštejn an Burian Trčka von Lípa. Im Protokoll über die Erbteilung und die Verpfändung wird Líšnice (das gesamte Dorf „Lesstniczy“) als Teil des Besitzes von Jan Žampach aufgeführt. Einer der Ortsbewohner war der Landwirt Jaroslav Zářecký, der während der Ersten Tschechoslowakischen Republik Abgeordneter der Nationalversammlung der Tschechoslowakischen Republik für die Republikanische Partei der Landwirte und Kleinbauern (Agrar) war.

## Gemeindegliederung
Für die Gemeinde Líšnice sind keine Ortsteile ausgewiesen. Grundsiedlungseinheiten sind Líšnice und Zakopanka.